# The Longshots
The Longshots – amerykański film dramatyczny z 2008 roku w reżyserii Freda Dursta. Za scenariusz odpowiadały dwie osoby Nick Santora i Doug Atchison. W rolach głównych wystąpili Ice Cube, Keke Palmer, Tasha Smith czy Jill Marie Jones. Zdjęcia odbywały się w miejscowości Minden, w stanie Luizjana.

## Fabuła
Scenariusz oparty na prawdziwej historii. Film opowiada o jedenastoletniej dziewczynce o imieniu Jasmine (Keke Palmer), która została pierwszą kobietą występującą w rozgrywkach juniorów futbolu amerykańskiego Pop Warner w ich 56-letniej historii. Pod opieką trenera, a zarazem wuja (Ice Cube), zostaje pierwszą rozgrywającą i wraz z drużyną Harvey Colts awansuje do finałowych rozgrywek.

## Obsada
Źródło.
- Ice Cube jako Curtis Plummer
- Keke Palmer jako Jasmine Plummer
- Matt Craven jako Coach Fisher
- Dash Mihok jako Cyrus
- Tasha Smith jako Claire Plummer
- Debby Ryan jako Edith Smith
- Chloe Bridges jako Tammy Anderson
- Jill Marie Jones jako Ronnie Macer
- Kofi Siriboe jako Javy Hall
- Garret Morris jako Reverend Pratt
- Alan Aisenberg jako Feather
- Michael Colyar jako Ennis
- Glenn Plummer jako Winston